# Javier Romero Molina
Javier Romero Molina (Ciudad de México, 14 de octubre de 1910 - 10 de febrero de 1986) fue un antropólogo físico y servidor público mexicano. Fue Jefe del Departamento de Antropología Física del Museo Nacional de Antropología, al crearse el Instituto Nacional de Antropología e Historia dirigió el Departamento de Investigaciones Antropológicas, fue Director de la Escuela Nacional de Antropología e Historia y Director de la ahora Dirección de Antropología Física de la Coordinación Nacional de Antropología del mismo Instituto.

## Biografía
Durante la mayor parte de su vida vivió y estudió en la Ciudad de México, en donde realizó sus estudios básicos, en  1927 finalizó el Bachillerato orientado en Ciencias Biológicas en la Escuela Nacional Preparatoria, al año siguiente estudia en la Escuela Nacional de Medicina (hoy Facultad de Medicina de la UNAM), no obstante  en 1930 tuvo que interrumpir sus estudios. Ingresó al Departamento de Antropología Física del Museo Nacional como ayudante del Dr. Daniel Rubín de la Borbolla, así inicio su amor a la antropología de la cual jamás se separaría. en el año de 1936 se la nombró Jefe de dicho Departamento, puesto que desempeñaría hasta 1956. 
En 1939 por decreto del presidente Gral. Lázaro Cárdenas crea el Instituto Nacional de Antropología e Historia bajo la dirección del Dr. Alfonso Caso.
Estudió en la Escuela Nacional de Antropología e Historia entre 1941 a 1944, en la que obtuvo su Licenciatura de Antropólogo especializado en Antropología Física, y el Grado de Maestro en Ciencias Antropológicas en convenio con la  Universidad Nacional Autónoma de México.Realizó midiendo 561 niños entre 1° y 6° grado de la escuela Hijos del Ejército No.1, datos que proporcionó Blanca L. Jiménez (1953) para equivaler el índice de equilibrio morfológico propuesto por el Dr. Rosales. 
El interés en y la influencia ejercida sobre la juventud por el profesor Romero, también encuentran expresión en los muchos años de enseñanza de la antropología física entre 1939 hasta 1982 en la actual ENAH. Después de haberse jubilado en 1973, fue nombrado director de dicha Escuela de 1974 a 1979. Esta época fue una de las más difíciles de la escuela, debido a la pugna que existía ente diversos núcleos políticos que luchaban por lograr el control sobre ella. Con su fe en la juventud, su infinita paciencia, cordura y comprensión Romero supo dirigir estas inquietudes a una finalidad común. aceptada por la mayoría de maestros y alumnos consiente en la aplicación de modelos democráticos en el desarrollo de los nuevos planes y programas de estudio, en la aplicación de los mismos y en el gobierno de la Escuela. En 1979 se integró de nuevo en el Departamento de Antropología Física, ubicado en el Museo Nacional de Antropología donde lo dirigió y trabajo hasta final de su vida, el 10 de febrero de 1986.

## Obras
- Romero Molina, Javier (1934). Estudio de la osamenta procedente de las excavaciones de la Plaza del Seminario. Anales del Museo Nacional, (5a. época), 1: 287-290, México.

- Romero Molina, Javier (1934). Ligera orientación sobre el problema antropológico en México. Anales del Museo Nacional, (5a. época), 1: 329-338, México.

- Romero Molina, Javier (1937). Aportación osteométrica. En: E. Noguera, El altar de los cráneos esculpidos de Cholula, pp 23-37, México.

- Romero Molina, Javier (1937). Estudio de los entierros de la pirámide de Cholula. Anales del Museo Nacional, 2: 5-36, México.

- Romero Molina, Javier (1939). Breves notas acerca de la colección de cráneos de delincuentes del Museo Nacional. Revista Mexicana de Estudios Antropológicos, 3: 167-176.

- Romero Molina, Javier (1942). Técnica antropológica de exploración. 27 Congreso Internacional de Americanistas, 1: 156-177, México.

- Romero Molina, Javier (1943). Los prejuicios raciales. Primer Congreso Demográfico Interamericano, Secretaría de Gobernación, 11 pp, México.

- Romero Molina, Javier (1945). El departamento de antropología física del Museo Nacional. Anales del Museo Nacional de Arqueología, Historia y Etnografía, (5a. época), 3: 193-203, México.

- Romero Molina, Javier y J. Valenzuela (1945). Expedición a la Sierra Azul, Ocampo, Tamaulipas. Anales del Instituto Nacional de Antropología e Historia, 1: 7-15, México.

- Romero Molina, Javier (1946). Aplicación del coeficiente de divergencia tipológica de Pearson. Memoria del Segundo Congreso Mexicano de Ciencias Sociales, 5: 181-212, Sociedad de Geografía y Estadística, México.

- Romero Molina, Javier (1946). El material óseo de las excavaciones arqueológicas. En: México prehispánico, pp 825-830, México.

- Romero Molina, Javier (1946). La población indígena de Tilantongo, Oaxaca. Tesis de la Escuela Nacional de Antropología e Historia, México.

- Romero Molina, Javier (1948). Relatoría de la sección de antropología física. Cuarta Mesa Redonda de la Sociedad Mexicana de Antropología, pp 208-210, México.

- Romero Molina, Javier (1948). Somatología de la población de Guerrero. En: El occidente de México, pp 21-22, México.

- De Terra, H., Javier Romero Molina y T. D. Stewart (1949). Tepexpan man. Viking Fund. Pub. in Anthropology, 160 pp, Nueva York.

- Romero Molina, Javier (1949). El material osteológico de Monte Albán. Boletín Bibliográfico de Antropología Americana, 12 (1): 166-168, México.

- Dávalos Hurtado, Eusebio y Javier Romero Molina (1950). Dictamen acerca de los restos óseos encontrados en Ichcateopan, Guerrero. Revista Mexicana de Estudios Antropológicos, 11: 204-225 (también en E. Dávalos (editor) 1965, Temas de antropología física, pp 57-74, Instituto Nacional de Antropología e Historia).

- Fastlicht, S. y Javier Romero Molina (1951). El arte de las mutilaciones dentarias. Las mutilaciones dentarias prehispánicas de América y consideraciones sobre la medicina y la odontología en el México prehispánico. En: Enciclopedia Mexicana del Arte, 89 pp, México.

- Romero Molina, Javier (1951). La prehistoria bajacaliforniana. Cuadernos Americanos, 10 (4): 158-162, México.

- Romero Molina, Javier (1951). Monte Negro (Oaxaca), centro de interés antropológico. En: Homenaje al doctor Alfonso Caso, pp 317-329, México.

- Romero Molina, Javier (1952). Estudio biométrico de los cadetes del H. Colegio Militar. Anales del Instituto Nacional de Antropología e Historia, 5: 113-149, México.

- Romero Molina, Javier (1952). Los patrones de mutilación dentaria prehispánica. Anales del Instituto Nacional de Antropología e Historia, 4: 177-221, México.

- Romero Molina, Javier (1952). Sobre la estatura de la población campesina de México. Anales del Instituto Nacional de Antropología e Historia, 4: 229-237, México.

- Romero Molina, Javier (1953). Investigación sobre la morfología corporal y la aptitud física del alumnado de la Escuela Nacional de Educación Física. Memoria del Congreso Científico Mexicano, 12: 127-129, Universidad Nacional Autónoma de México, México.

- Romero Molina, Javier (1970). Psychobiometry of Mexican Indians. En: Handbook of Middle American Indians, 9: 226-232, University of Texas Press, Austin.

- Romero Molina, Javier (1971). Información general de las actividades del Instituto Nacional de Antropología e Historia durante 1969. Anales del Instituto Nacional de Antropología e Historia, (7a. época), 2: 11-28, México.

- Romero Molina, Javier (1974). La mutilación dentaria. En: J. Romero (coordinador), Antropología física, época prehispánica, pp 229-250, colección México, panorama histórico y cultural, Instituto Nacional de Antropología e Historia, México.

- Romero Molina, Javier (1974). La trepanación prehispánica. En: J. Romero (coordinador), Antropología física, época prehispánica, pp 179-194, Colección México: panorama histórico y cultural, Instituto Nacional de Antropología e Historia, México.

- Romero Molina, Javier (coordinador) (1976). Antropología física. Época moderna y contemporánea. Colección México, panorama histórico y cultural 10, Instituto Nacional de Antropología e Historia, 238 pp, México.

- Romero Molina, Javier (1976). La población actual de México. En: J. Romero (coordinador), Antropología física, época moderna y contemporánea, pp 155-213, colección México, panorama histórico y cultural 10, Instituto Nacional de Antropología e Historia, México.

- Romero Molina, Javier (1984). Patrones de mutilación dentaria en la zona maya. Observaciones recientes. En: Investigaciones recientes en el área maya, 1: 3-31, 17 Mesa Redonda de la Sociedad Mexicana de Antropología, San Cristóbal de las Casas, México.

- López Alonso, Sergio, Javier Romero Molina y Arturo Talavera (1985). Algunos datos históricos del Departamento de Antropología Física del Instituto Nacional de Antropología e Historia. Referencia especial a los materiales óseos. En: Avances de Antropología Física, 1: 53-74, Instituto Nacional de Antropología e Historia, México.

- Romero Molina, Javier (1986). Catálogo de la colección de dientes mutilados prehispánicos. IV parte. Colección Fuentes, Instituto Nacional de Antropología e Historia, 190 pp, México.

- Romero Molina, Javier (1986). Nuevos datos sobre mutilación dentaria en Mesoamérica. Anales de Antropología, 23: 349-365.

## Reconocimientos
Durante su estancia en el Heroico Colegio Militar, por sus actividades docentes se le otorgó el "Trofeo de Eficacia Pedagógica" en 1964 y la "Condecoración y Diploma del Mérito Docente Militar" en 1971.
Profesor emérito del Instituto Nacional de Antropología e Historia en 1982. Un auditorio de la ENAH, así como el Premios INAH en Antropología Física, ostentan su nombre en honor a su legado en la antropología mexicana y su labor como docente.